# Rucla

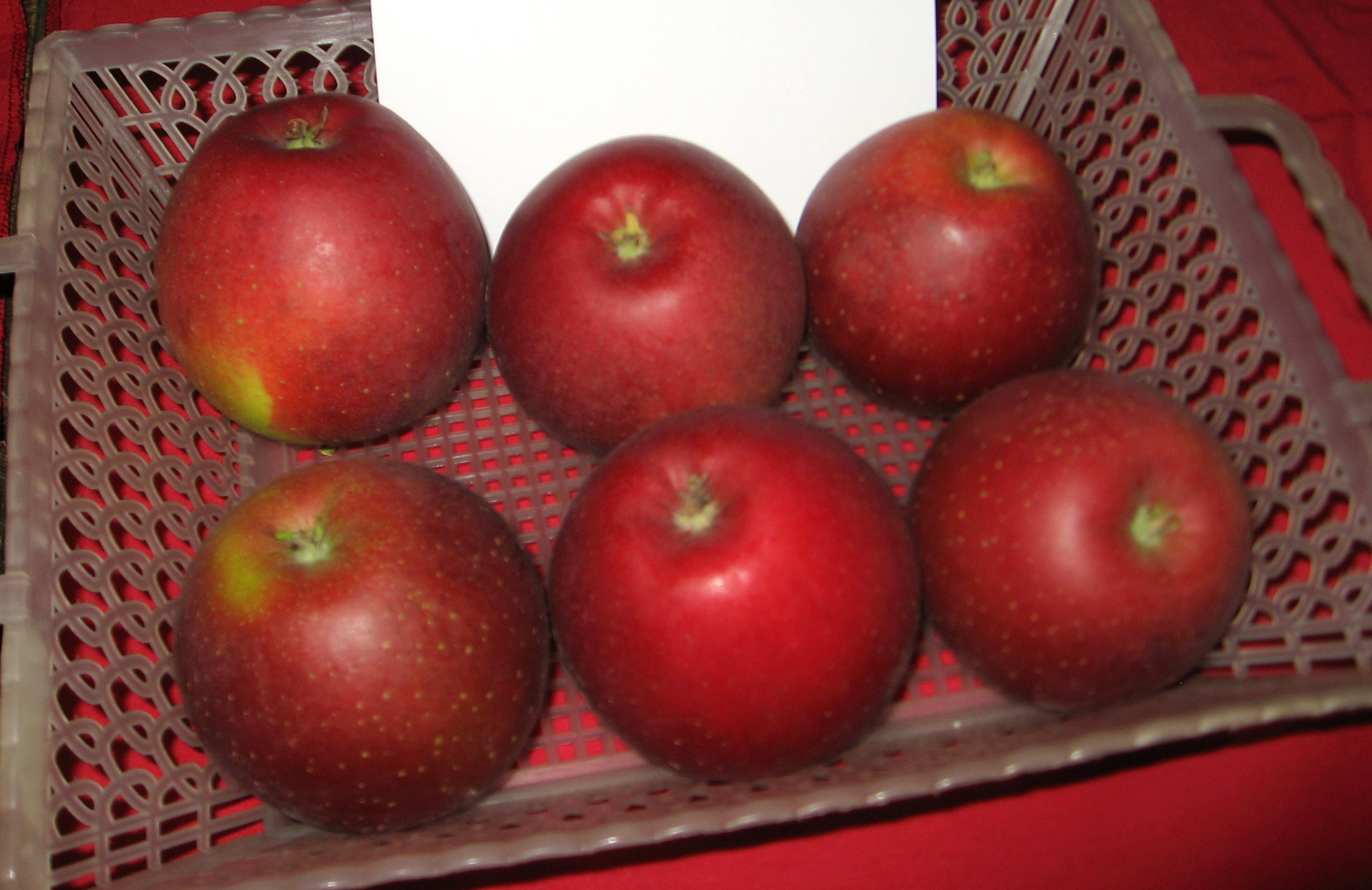

Rucla (Malus domestica 'Rucla') je ovocný strom, kultivar druhu jabloň domácí z čeledi růžovitých. Plody jsou řazeny mezi odrůdy zimních jablek, sklízí se v říjnu, dozrává v listopadu, skladovatelné jsou do března, podle jiných zdrojů do května.

## Historie

### Původ
Byla vyšlechtěna v ČR, v Holovousích v roce 2009. Odrůda vznikla zkřížením odrůd 'Clivia' a 'Rubín'.

## Vlastnosti

### Růst
Růst odrůdy je střední, později slabý. Koruna je spíše široká, letorosty v ostrých úhlech. Pravidelný řez je vhodný, zejména letní řez.

## Plodnost
Plodí středně brzy, průměrně a střídavě. Podle jiných zdrojů plodí pravidelně, ale někdy přeplozuje.

## Plod
Plod je kulovitý, střední. Slupka hladká, žlutozelené zbarvení je překryté červenou barvou. Dužnina je krémová se sladce navinulou chutí, velmi dobrá.Tato odrůda je křížení Clivia x Rubín. Jedná se o typ Coxova reneta, která je výjimečná svoji kvalitou, odolností proti chorobám a lépe se skladuje. Plody mají střední velikost a jsou většinou kulovitě protáhlé a pravidelné. Barva slupky je žlutá a na povrchu má purpurovou až hnědavě červenou barvou. Chuť je velmi slaďoučká.

## Choroby a škůdci
Odrůda je středně rezistentní proti strupovitostí jabloní a vysoce odolná k padlí.

## Použití
Je vhodná ke skladování a přímému konzumu. Odrůdu lze použít do teplých a středních poloh, podle jiných zdrojů je vhodná pro všechny polohy. Přestože je růst odrůdy bujný, je doporučováno pěstování odrůdy na slaběji rostoucích podnožích na silněji rostoucích podnožích jsou plody drobné.